# Nerf ilio-inguinal
Le nerf ilio-inguinal (ou nerf petit abdomino-génital) est un nerf mixte issu de la partie antérieure du plexus lombal.

## Origine
Le nerf ilio-inguinal nait du rameau antérieur du premier nerf lombaire et reçoit quelques fibres du douzième nerf thoracique via l'anastomose en provenance du nerf subcostal. Il nait en même temps que le nerf ilio-hypogastrique.

## Trajet
Le nerf ilio-inguinal émerge du bord latéral du muscle grand psoas juste en dessous du nerf ilio-hypogastrique. Il passe devant le  muscle carré des lombes. Il se poursuit dans la paroi abdominale entre le muscle transverse de l'abdomen et le muscle oblique interne de l'abdomen.
Il se termine en donnant une branche abdominale et une branche génitale : le nerf labial antérieur chez la femme et le nerf scrotal antérieur chez l'homme.

## Variation
Dans 20 % des cas, ce nerf est souvent associé au nerf ilio-hypogastrique.

## Zone d'innervation

### Innervation sensitive
Le nerf ilio-inguinal innerve la partie proximo-médiale de la peau de la cuisse par son rameau abdominal et la peau du scrotum ou des grandes lèvres par sa branche génitale.

### Innervation motrice
Le nerf ilio-inguinal donnent des rameaux moteurs aux muscle crémaster, au muscle oblique interne de l'abdomen et au muscle transverse de l'abdomen.

## Aspect clinique
Il arrive souvent que ce nerf soit irrité lors de coliques néphrétiques, ce qui provoque une vive douleur rapportée dans les organes génitaux.

## Galerie

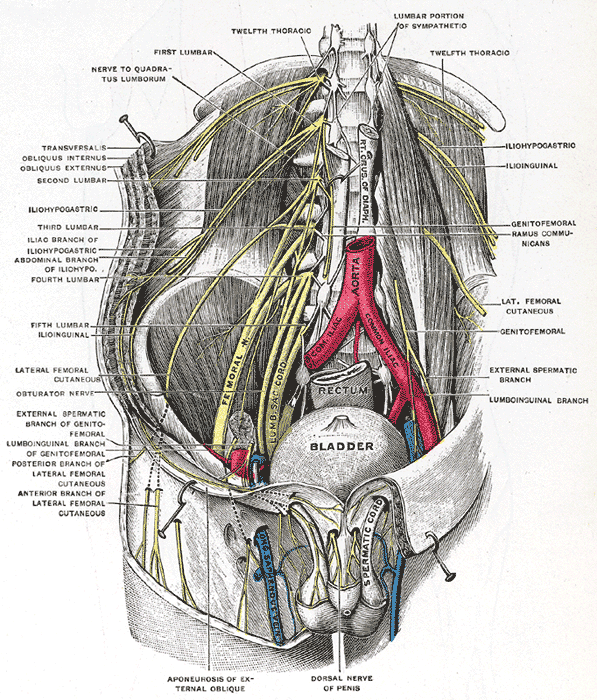
Dissection profonde et superficielle du plexus lombal.
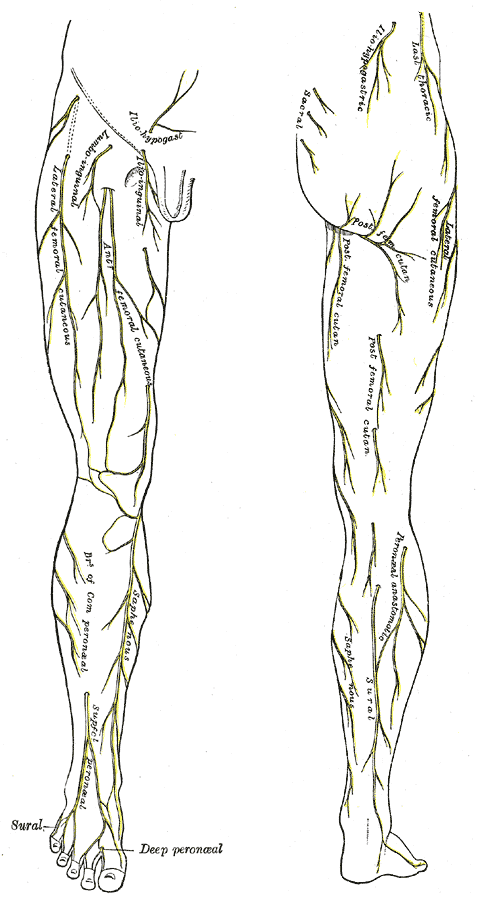
Nerfs cutanés du membre inférieur droit. Vues de face et de derrière.
Nerfs cutanés du membre inférieur droit. Vues de face et de derrière.